# Martin Lambert de Lonneux
Martin Lambert de Lonneux (* 12. November 1690 in Aachen; † 28. Januar 1756 ebenda) war ein langjähriger Bürgermeister der Reichsstadt Aachen.

## Leben und Wirken
Die Herkunft von de Lonneux liegt im Ungewissen, dafür wurde er umso mehr durch sein politisches Engagement in Aachen bekannt. Als promovierter Jurist gehörte er etwa ab den 1720er-Jahren der eher konservativen und traditionell ausgerichteten so genannten „Alten Partei“ an. Im Stadtrat bekleidete er in den Jahren 1723 das Amt des Weinmeisters und 1724 das des Werkmeisters. In den Folgejahren wurde er von seiner Partei mehrfach zum Bürger-Bürgermeister aus den Reihen Zünfte nominiert und in den Jahren 1725/26, 1727/28, 1729/30, 1730/31, 1732/33, 1734/35, 1736/37, 1738/39, 1740/41, 1742/43, 1744/45, 1746/47, 1748/49, 1750/51, 1752/53, 1754/55 zum Bürgermeister der Stadt Aachen gewählt. Er zählte damit zu den Amtsträgern mit den meisten Amtszeiten.
Zwischen seinen Amtszeiten lagen in der Regel gemäß der Stadtverfassung stets mindestens ein Jahr Dienstzeit als so genannter „abgestandener“ (vormaliger) Bürgermeister, lediglich im Jahr 1730 rückte de Lonneux als solcher wieder in das Amt des regelrechten Bürgermeisters auf, nachdem der offiziell amtierende Bürgermeister Johann Kaspar Deltour wegen einer schwereren Erkrankung vom Amt zurücktreten musste, an der er schließlich auch verstarb. De Lonneux hatte zudem maßgeblichen Anteil daran, dass die Aachener Mäkelei immer mehr um sich griff, da er es geschickt verstand, familiäre Beziehungen mit verschwägerten Familien auszunutzen und sich zusammen mit den jeweiligen Schöffenbürgermeistern, mehrheitlich Johann Werner von Broich, regelmäßig im Amt mit den abgestandenen Bürgermeistern, hier vor allem mit dem „Pärchen“ Alexander Theodor von Oliva und Jakob Niclas, durch interne Absprachen abzuwechseln. Dies führte zum Unmut bei den Mitgliedern der „Neuen Partei“, die vorrangig Kaufleute und führende Tuch- und Nadelfabrikaten waren und sich auf diese Weise bei den Wahlen blockiert sahen.
In seiner ersten Amtszeit gehörte de Lonneux zusammen mit dem Schöffenbürgermeister Johann Theodor Richterich zu der Delegation, die am 6. Oktober 1725 der Schwester von Karl VI. und neuen Statthalterin der Spanischen Niederlande, Erzherzogin Maria Elisabeth von Österreich, ihre Hochachtung erwies. Im Jahr 1730 war de Lonneux als Bürgermeister Gastgeber und Tagungsleiter des Niederrheinisch-westfälischen Kreistages, zu dem 49 geistliche und weltliche Stände sowie die Reichsstädte Köln und Dortmund eingeladen waren. In seinem Amtsjahr 1750 war de Lonneux durch seine Unterschrift maßgeblich am Zustandekommen der Fortführung und des Ausbaus der Lütticher Straße beteiligt.
Neben seinen Verpflichtungen im Aachener Stadtrat versah de Lonneux von 1728 bis 1756 noch das Amt des Meiers von Burtscheid.
Martin Lambert de Lonneux war dreimal verheiratet, zunächst mit Maria Philippina Oliva, eine Tochter des Mediziners Philipp Oliva und Schwester des Bürgermeisters Alexander Theodor von Oliva, die ihm eine Tochter gebar. Nach einer anschließenden Ehe mit einer unbekannten Dame heiratete er schließlich Maria Johanna Deltour, mit der er den Sohn Martin de Lonneux hatte. Dieser wurde in den Schöffenstuhl von Aachen aufgenommen und entwickelte sich als Anhänger der „neuen Partei“ zum Anführer des Umsturzes während der Aachener Mäkelei.